# (3087) Beatrice Tinsley
(3087) Beatrice Tinsley es un asteroide perteneciente al cinturón de asteroides, descubierto el 30 de agosto de 1981 por Alan C. Gilmore y la también astrónoma Pamela M. Kilmartin desde el Observatorio Universitario del Monte John, Isla Sur, Nueva Zelanda.

## Designación y nombre
Designado provisionalmente como 1981 QJ1. Fue nombrado Beatrice Tinsley en honor a la cosmóloga británica Beatrice Tinsley.